# Francescane di San Giorgio Martire
Le Francescane di San Giorgio Martire (in tedesco Franziskanerinnen vom Hl. Martyrer Georg zu Thuine ) sono un istituto religioso femminile di diritto pontificio: i membri di questa congregazione, dette Francescane di Thuine, pospongono al loro nome la sigla F.S.G.M.

## Storia
Il 25 maggio 1857 una comunità di Suore della Croce proveniente da Strasburgo si stabilì a Thuine (Bassa Sassonia) su invito del sacerdote Gerhard Dall (1783–1874), parroco di San Giorgio Martire, per aprire e gestire un asilo. Crescendo le tensioni nazionali tra Francia e Germania padre Dall, con l'approvazione del vescovo di Osnabrück, invitò la comunità a separarsi dall'istituto di Strasburgo e a costituirsi in congregazione autonoma.
Inizialmente le suore resistettero, ma il 25 novembre del 1869 quattro religiose, guidate da Anselma Bopp (1835–1887), emisero la loro professione dei voti secondo la regola del Terzo Ordine Regolare di San Francesco, dando vita a un nuovo istituto. La congregazione si sviluppò rapidamente: durante il Kulturkampf riuscì a evitare la soppressione grazie alle case aperte nel 1875 nei Paesi Bassi. Nel 1920 venne aperta la prima casa fuori dal territorio europeo, in Giappone.
L'istituto venne approvato dalla Congregazione per i Religiosi il 15 maggio 1909, le sue costituzioni il 20 giugno 1920. Dal 9 febbraio 1906 la congregazione è aggregata all'Ordine dei Frati Minori.

## Attività e diffusione
Le Francescane di Thuine si dedicano all'istruzione ed educazione cristiana della gioventù e alla cura dei malati, anche a domicilio.
Oltre che in Germania, nei Paesi Bassi e in Giappone, la congregazione è presente negli Stati Uniti d'America, in Indonesia, a Timor Est, in Brasile, in Papua Nuova Guinea e in Albania: la sede generalizia è sempre a Thuine.
Al 31 dicembre 2005 l'istituto contava 1.367 religiose in 165 case.